# Castel Corba
Castel Corba, anche noto con il suo nome originario tedesco Schloss Korb, è un castello medievale che sorge sopra la frazione di Missiano, nel comune di Appiano sulla Strada del Vino (BZ).

## Storia

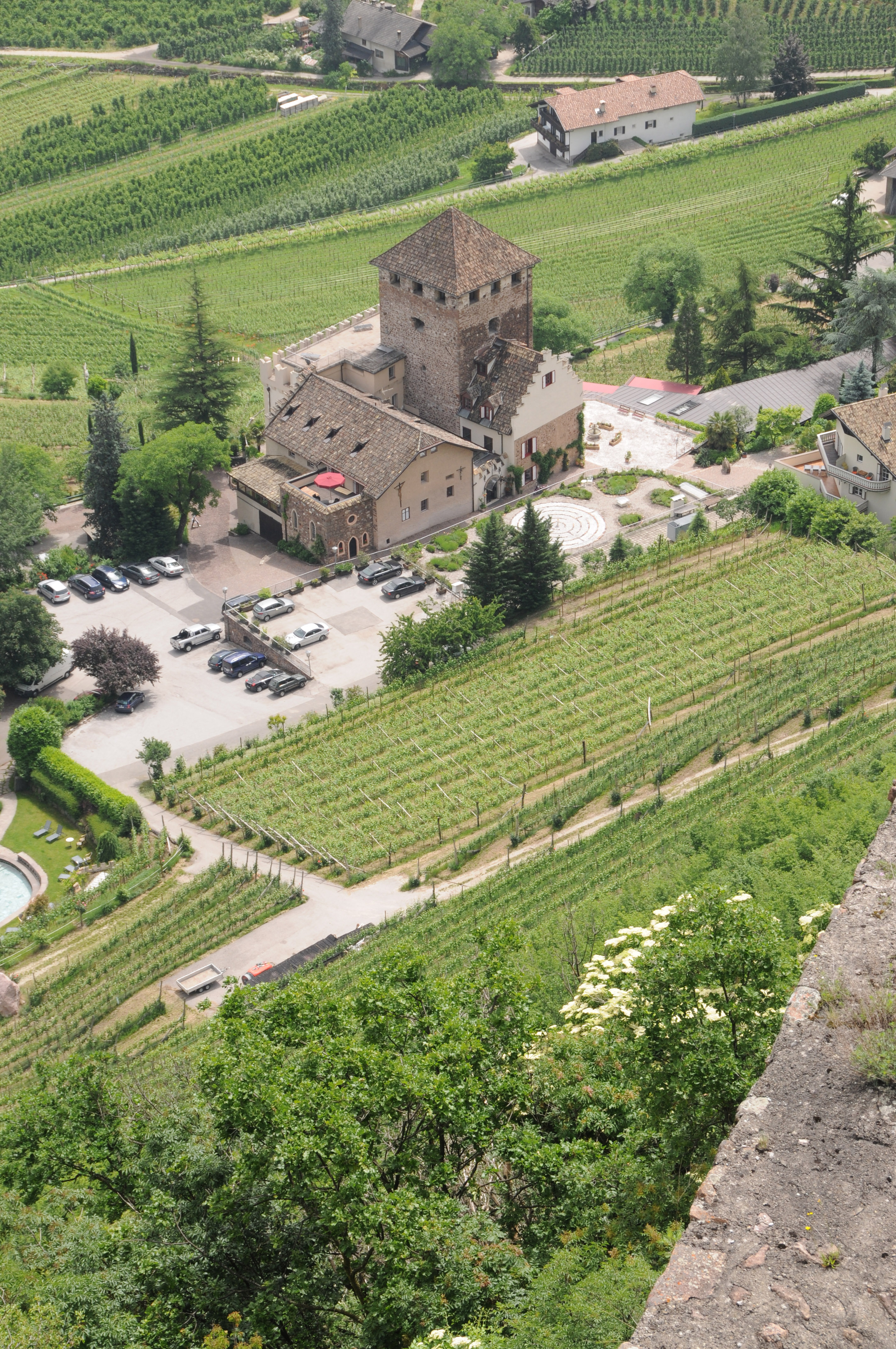
Castel Corba visto dal sovrastante castel Boymont

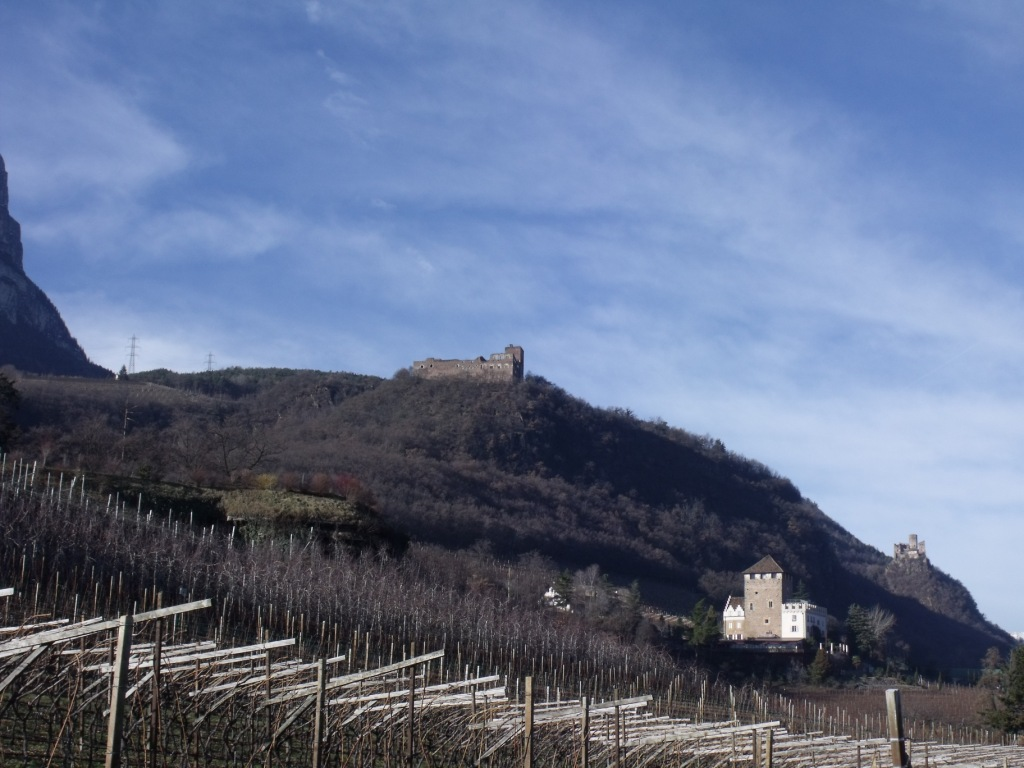
Vista del Castel Boymont, del castel Corba e del Castel d'Appiano

Si tratta di una dimora nobiliare fatta costruire dalla famiglia Korb. La torre, la parte più antica, risalirebbe al XIII secolo (prima del 1236), quasi in contemporanea al vicino e sovrastante Castel Boymont. Nel 1314, il castello è indicato in un documento latino rilasciato da parte dell'Ospedale di Santo Spirito di Bolzano quale „von dem Chorbe de Eppianno“.
Il maniero passò poi ai Feigensteiner e quindi ai Vintler (1399). 50 anni dopo passerà ai Gfeller che daranno il via ad una vorticosa serie di cambi di proprietà durata in sostanza fino al 1834, quando sarà acquistato dal bolzanino Johann von Putzer, che lo ampliò e fece costruire la cappella.
Negli anni '70 dell'800 la costruzione passerà ai Tessmann: qui abiterà anche lo studioso Friedrich von Tessmann.
Dopo la prima guerra mondiale passò alla famiglia Dellago e fu adibito ad hotel. Oggi è ancora un albergo e un ristorante molto apprezzato per la vista panoramica su Bolzano, la val d'Adige e la Strada del vino dell'Alto Adige.
Recentemente, i proprietari del castello hanno acquistato un bunker del Vallo Alpino in Alto Adige, precisamente l'opera 45 dello sbarramento Bolzano Sud, per trasformarlo in enoteca.